# المار محمدیارف
المار محمدیارف (به ترکی آذربایجانی: Elmar Məmmədyarov) دیپلمات اهل جمهوری آذربایجان است. وی در محدوده زمانی ۷ آوریل سال ۲۰۰۴ تا ۱۶ ژوئیه ۲۰۲۰ وزارت امور خارجه این کشور را به عهده داشت. .

## زندگی‌نامه
المار محمدیارف در ۲ ژوئیه سال ۱۹۶۰ در شهر باکو به رنیا آمد. وی دانش‌آموخته روابط و حقوق بین‌الملل از دانشگاه ملی تاراس شفچنکو کی‌یف (۱۹۷۷ تا ۱۹۸۲) می‌باشد. فعالیت شغلی خود را از سال ۱۹۸۲ در وزارت خارجه آذربایجان شوروی آغاز کرد و الی سال ۱۹۸۸ تصدی سمت‌های معاونت یکم و دوم را بر عهده داشت. بین سال‌های ۱۹۸۸ تا ۲۹۹۲ در آکادمی دیپلماتیک وزارت خارجه شوروی در مقطع دکترای علوم تاریخ به ادامهٔ تحصیلات خود پرداخت. در سالهای ‍‍۱۹۸۹–۹۰ در مرکز سیاست‌گذاری خارجی دانشگاه براون در ایالات متحده آمریکا به عنوان محقق مهمان کار نمود. در سال‌های ۱۹۹۱ الی ۱۹۹۲ ریاست بخش پروتکل دولتی وزارت امور خارجه جمهوری آذربایجان را عهده‌دار بود.
المار محمدیارف در سال ۱۹۹۲ به سمت دستیار اول نماینده دایم جمهوری آذربایجان در سازمان ملل متحد منصوب گردید و تا سال ۱۹۹۵ در این وظیفه به فعالیت‌های دیپلماتیک خود ادامه استمرار داد. بین سالهای ۱۹۹۵ تا ‍۱۹۹۸ متولی اداره سازمان‌های بین‌المللی وزارت امور خارجه جمهوری آذربایجان را بر عهده داشت.
در سال‌های ۱۹۹۸ تا ۲۰۰۳ به عنوان مشاور در سفارتخانه جمهوری آذربایجان در ایالات متحده آمریکا مشغول به کار بود.
در سال ۲۰۰۳ رتبه سفیر فوق‌العاده و تام‌الاختیار را اخذ نمود.
وی در سال ۲۰۰۳ به عنوان سفیر جمهوری آذربایجان راهی ایتالیا گردید و تا یک سال دیگر در این سمت فعالیت داشت. در ۲ آوریل سال ۲۰۰۴ به عنوان وزیر امور خارجه جمهوری آذربایجان منصوب شد.
در سال ۲۰۰۹، بر پایه فرمان رئیس‌جمهوری لهستان نشان «کماندر» این کشور در پاس فعالیت‌ها و خدمات المار محمدیارف در راستای توسعه روابط فی‌مابین دو کشور به وی اهدا گردید.
المار محمدیارف بر اساس فرمام الهام علی‌اف، رئیس‌جمهوری آذربایجان، به تاریخ ۱۶ ژوئیه سال ۲۰۲۰، از سمت وزارت امور خارجه این کشور معزول شد.
وی علاوه بر زبان مادری خود- زبان آذربایجانی- به خوبی بر زبان‌های انگلیسی، روسی و ترکی استانبولی مسلط هست.